# Mariä Himmelfahrt (Oberhatzkofen)

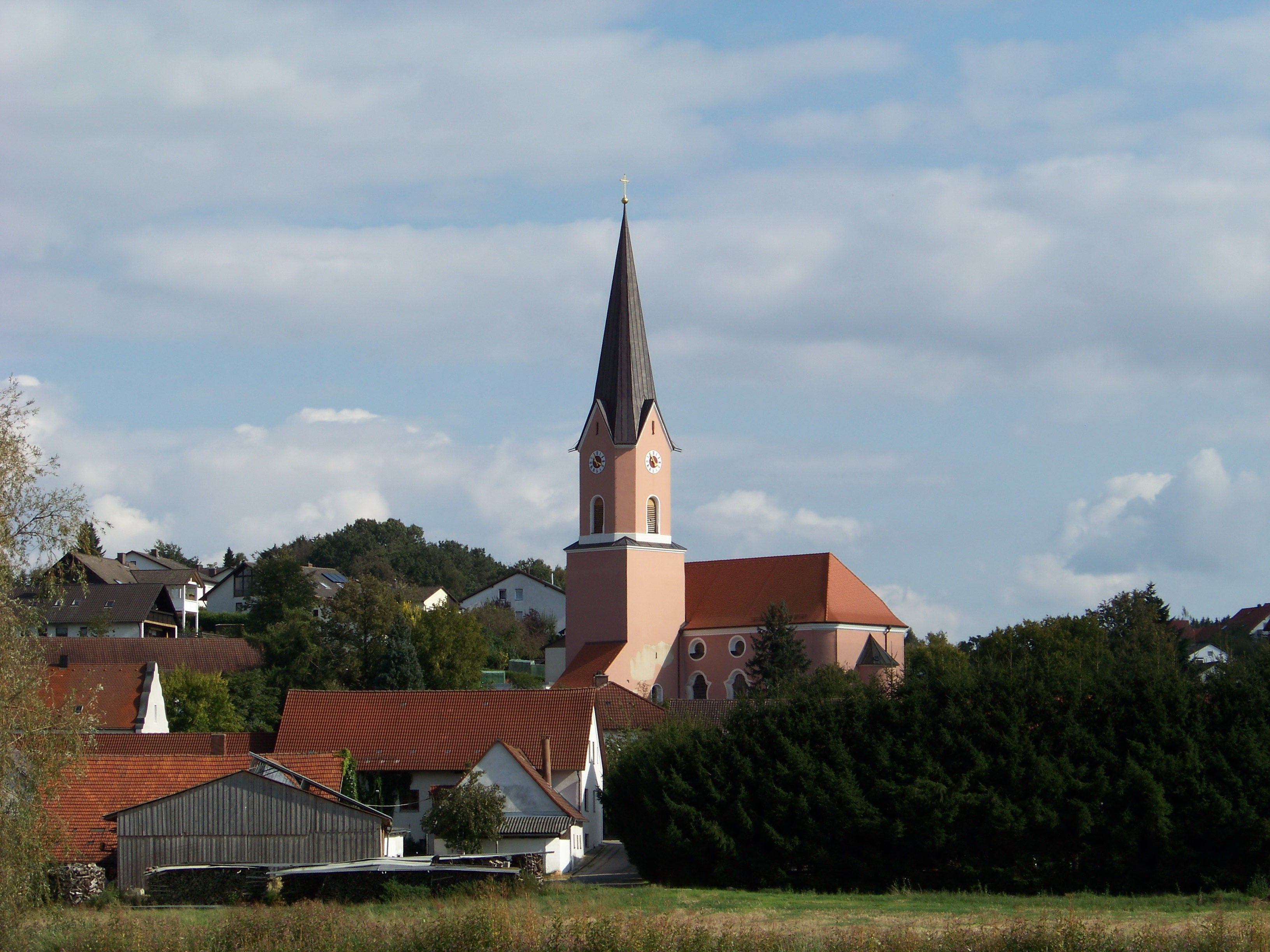
Pfarrkirche Mariä Himmelfahrt auf einer Anhöhe oberhalb des Labertals

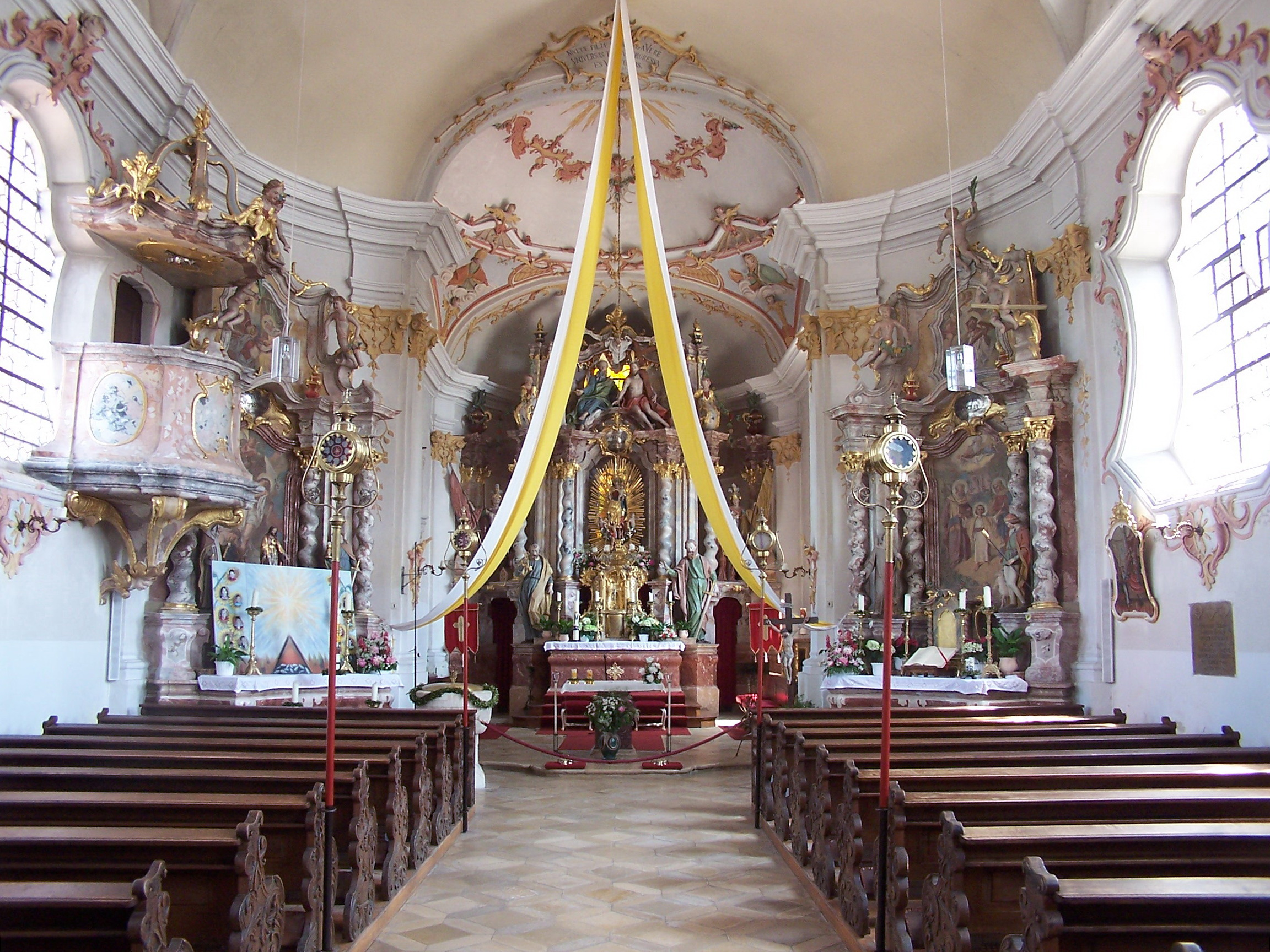
Innenansicht

Die römisch-katholische Pfarrkirche Mariä Himmelfahrt in Oberhatzkofen, einem Ortsteil der Stadt Rottenburg an der Laaber im niederbayerischen Landkreis Landshut, ist ein Rokokobau, der dem Landshuter Hofmaurermeister Johann Georg Hirschstötter zugeschrieben wird. Das stattliche Gotteshaus, das im Jahr 1743 anstelle einer Vorgängerkirche aus dem 13. Jahrhundert errichtet wurde, befindet sich auf einer Anhöhe oberhalb des Großen Labertals zwischen Pfeffenhausen und Rottenburg. Die Pfarrei Oberhatzkofen bildet heute zusammen mit den Pfarreien St. Georg in Rottenburg und Mariä Lichtmess in Inkofen die Pfarreiengemeinschaft Rottenburg/Laaber. Zur Pfarrei gehören die Nebenkirche St. Margaretha in Niederhatzkofen Schlosskapelle Niederhatzkofen.

## Geschichte
Im Jahr 1145 wurde die Kirche erstmals urkundlich im Zusammenhang mit den Besitzungen des Domkapitels zu Regensburg erwähnt. 1183 wird sie erstmals als Pfarrkirche genannt. Das Präsentationsrecht übten im späten Mittelalter laut dem ältesten erhaltenen Urbarsbuch die Herzöge aus.
Der Vorgängerbau der heutigen Pfarrkirche dürfte im 13. Jahrhundert, also in der Frühgotik, entstanden sein. Von diesem ist heute noch der Unterbau des früheren Chorturmes erhalten. Dieser erscheint, wie in der Hallertau öfters anzutreffen, wuchtig und gedrungen, hatte er doch im Mittelalter eine Schutzfunktion für das gesamte Dorf. Auch die gleichzeitig erbaute Friedhofsmauer aus Backstein, die erst in den 1960er Jahren durch einen Neubau ersetzt wurde, strahlte durch ihr dickes Mauerwerk und die vierzig Zentimeter hohen Schießscharten in Schlitz- und Schlüsselform einen gewissen Wehrcharakter aus. Im 15. Jahrhundert wurde nördlich an den Turm ein Raum angebaut, der zunächst als Sakristei, später als Leichenhaus diente.
Der eigentliche Kirchenraum stammt jedoch aus der Stilepoche des Rokoko, wurde 1743 erbaut und 1786 geweiht, im selben Jahr wie die Nebenkirche St. Margaretha im Nachbarort Niederhatzkofen. Wegen der großen zeitlichen Differenz zwischen Erbauungs- und Weihejahr könnte es sich um eine Wiederweihe handeln. Die weitreichende stilistische Übereinstimmung mit der Wallfahrtskirche St. Leonhard in Oberotterbach, besonders im Grundriss, deutet auf den Landshuter Hofmaurermeister Johann Georg Hirschstötter als ausführenden Baumeister hin. Allerdings gab der bürgerliche Baumeister Johann Reissmayr, Sohn des Landshuter Stuckateurs Niklas Reissmayr, beim Neubau der Pfarrkirche St. Peter und Paul in Erharting bei Neuötting 1753/54 die Pfarrkirche Oberhatzkofen als Referenz an.
Der Kirchenbau wurde im 20. Jahrhundert dreimal renoviert. Zunächst in den Jahren 1906 bis 1909 ein Innen- und Außenrenovierung. Bei der nächsten Maßnahme kurz nach dem Zweiten Weltkrieg wurde die ursprüngliche Fassung der Raumschale größtenteils übermalt. Bei der Innenrenovierung 1985, die von durch die Firma Richter aus Regensburg ausgeführt, erfolgte die Wiederherstellung der originalen Fassung nach Befund. Im Jahr 1993 erhielt die Kirche ihren Volksaltar.
Ab 2003 wurde der Außenbau in mehreren Abschnitten restauriert: 2003/04 erfolgte die Sanierung des Daches, 2005/06 die Turmsanierung und 2006 die Trockenlegung des Kirchenschiffs. Nachdem sich schnell Mängel an der Turmfassade gezeigt hatten und Reklamationen bei den ausführenden Firmen zu keinem akzeptablen Ergebnis führten, dauerte es fünf Jahre, bis alle Verantwortlichkeiten geklärt waren. Erst 2013 konnten die erforderlichen Reparaturarbeiten an der Turmfassade stattfinden. 2015 gelangte die Außenrenovierung zum Abschluss: es wurden alle schadhafte Putzstellen an Chor und Langhaus ausgebessert, historische Epitaphien instand gesetzt und die Kirchentüren überholt.
Aufgrund der langen Zeit ohne entsprechende Maßnahmen ist der Innenraum derzeit stark renovierungsbedürftig (Stand: April 2022). Insbesondere sind eine Durchfeuchtung des Mauerwerks, Risse in Decke und Empore, Befall des Gebälks durch Hausschwamm und Holzwurm sowie Schäden an den Stuckornamenten zu verzeichnen. Die Feuchtigkeit in den Mauern ist auf die Renovierungsmaßnahme von 1985 zurückzuführen, als eine Bodenplatte aus Beton eingebaut wurde. Da diese bis an das Mauerwerk heranreicht, gelangt Feuchtigkeit dorthin. Außerdem war damals unter und hinter den Seitenaltären Bauschutt eingebaut worden, der sich wie ein Schwamm mit Feuchtigkeit vollgesogen hatte. Aufgrund mangelnder Luftzirkulation entstanden außerdem erhebliche Schäden an den drei Stuckmarmoraltären. Im Jahr 2018 war bereits eine Notsicherung der Decke und der dort befindlichen Stuckornamente durchgeführt worden. Im Dezember 2020 erhielt die Kirchenverwaltung Oberhatzkofen die Zusage über Fördermittel in Höhe 600.000 Euro aus einem Sonderprogramm des Bundes, da insbesondere die drei Stuckmarmoraltäre der Pfarrkirche als „einmalige Kunstschätze von nationaler Bedeutung“ gelten. 1,2 Millionen Euro übernimmt das Bistum Regensburg, weitere 200.000 Euro finanziert die Stadt Rottenburg an der Laaber. Damit ist ein großer Teil der Gesamtkosten von geschätzt 2,5 Millionen Euro (Stand: Ende 2021) abgedeckt. Die Maßnahme hat im Mai 2022 begonnen und soll im Frühjahr 2024 abgeschlossen sein. Neben der konstruktiven Sicherung sollen die komplette Elektroinstallation, die Beleuchtung und die Bankheizung erneuert werden.
Im Frühjahr 2023 wurde von verschiedenen Problemen berichtet: Im nördlichen Winkel zwischen Langhaus und Chor wurde ein Befall mit Hausschwamm und Holzwurm festgestellt, weshalb die Abnahme eines Stuckengels für weitere Untersuchungen diskutiert wurde. Außerdem wurde während der Arbeiten die Ursache für die erhebliche Rissbildung im Gewölbebereich über der Empore ergründet. Dafür wurden die Fundamente freigelegt. Diese waren nicht, wie angenommen, einen Meter tief, sondern nur rund 40 Zentimeter. Neben einer Nachbesserung der Gründung erwägte man auch eine Sperrung der Empore und eine Begrenzung des Zugangs.

## Architektur

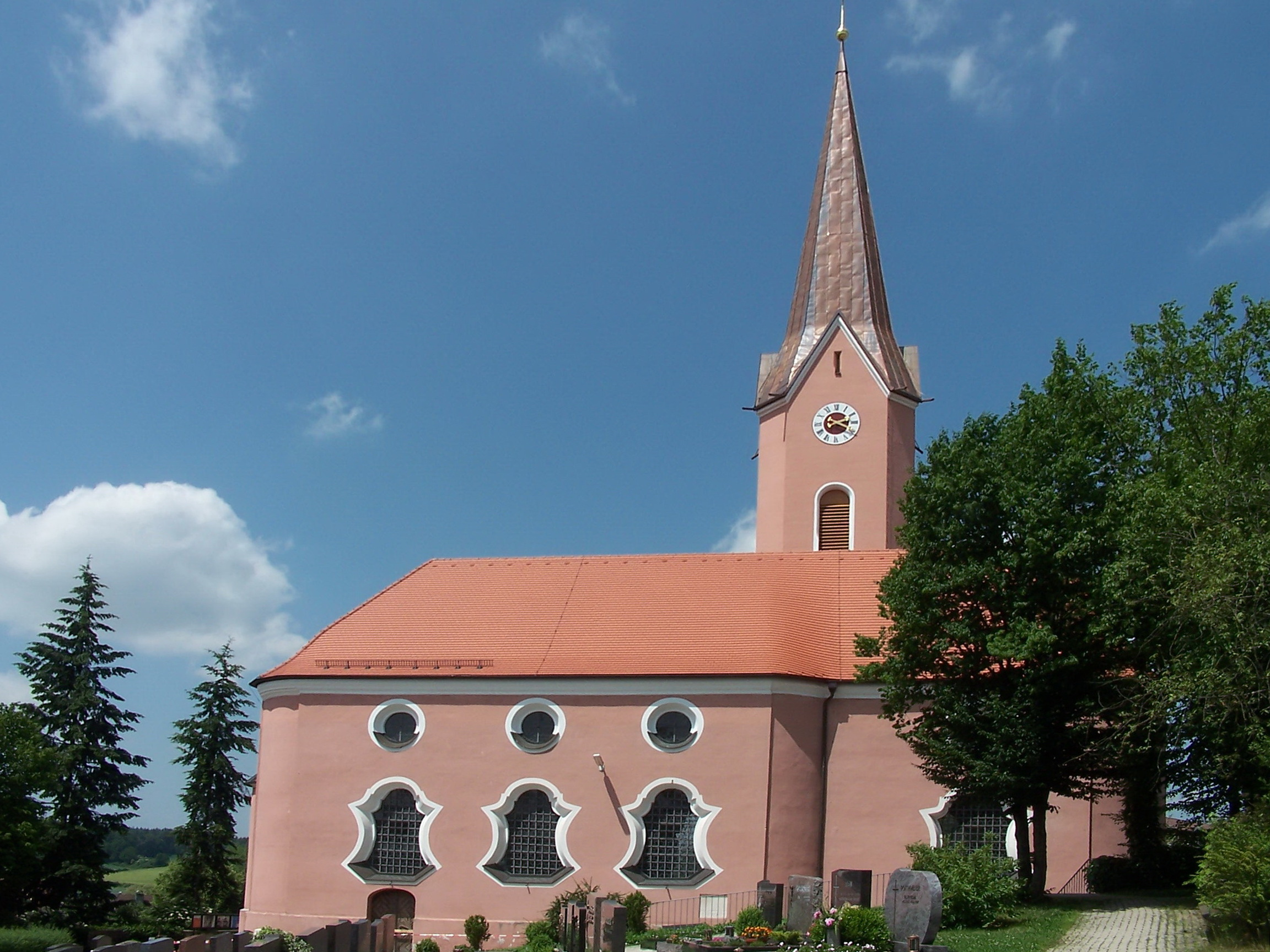
Außenansicht von Süden

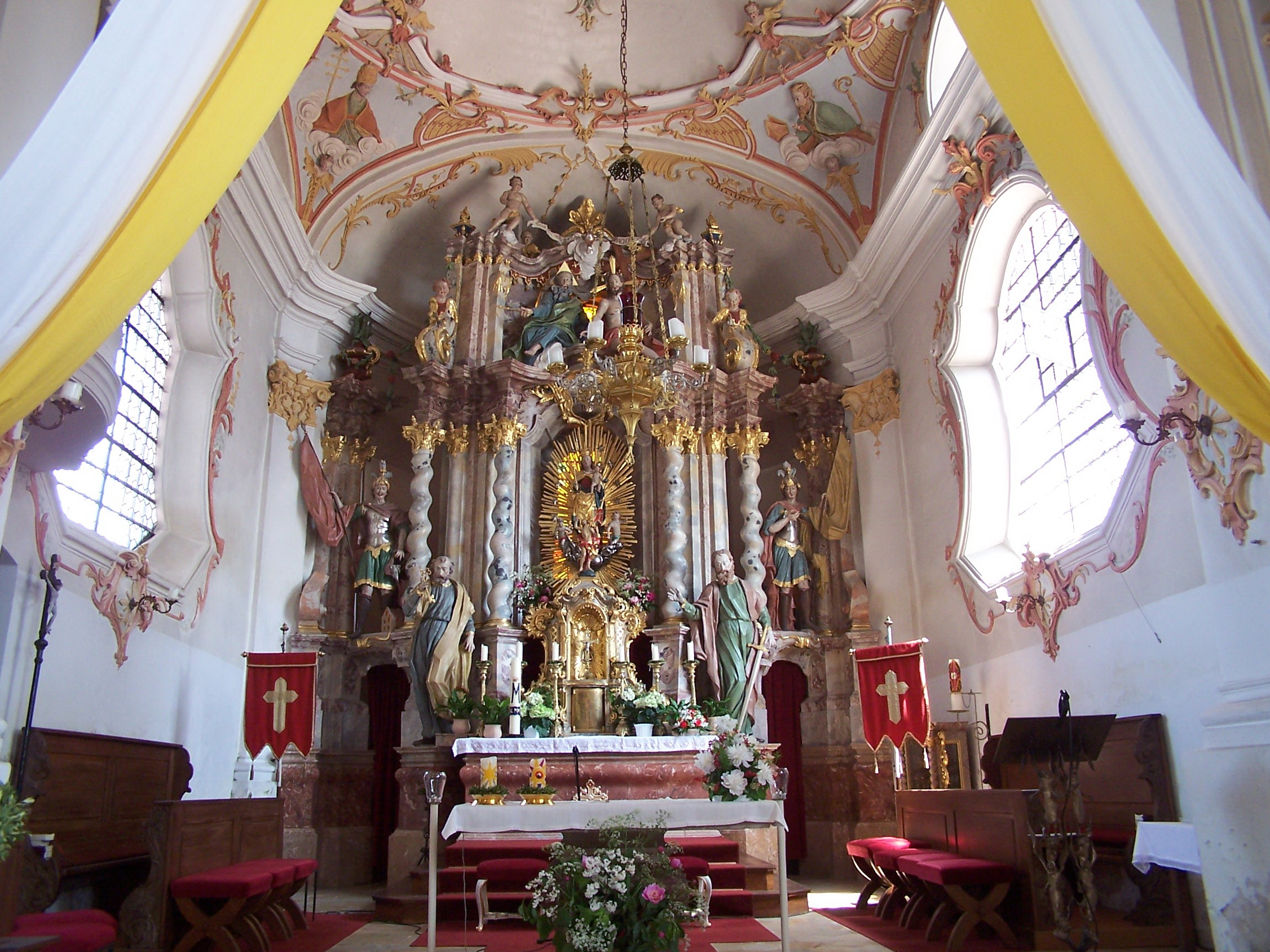
Chorraum

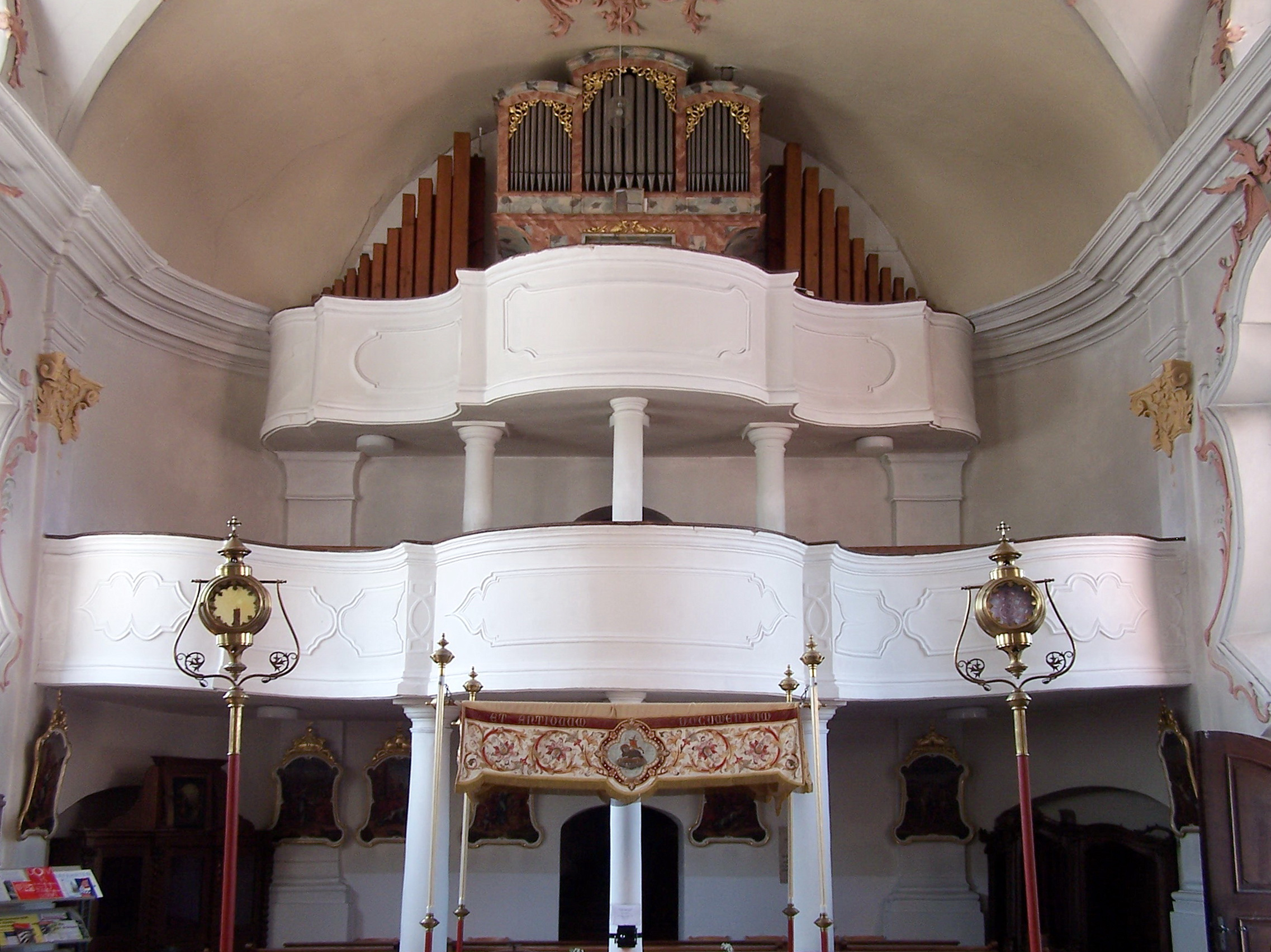
Doppelempore

### Maße
Der Kirchenbau besitzt folgende Maße:
- Länge innen gesamt: 28,80 Meter
  - davon Langhaus: 18,45 Meter
  - davon Chor: 9,75 Meter
- Breite innen:
  - Langhaus: 9,70 Meter
  - Chor: 7,35 Meter
- Höhe innen:
  - Langhaus/Chor bis zum umlaufenden Kranzgesims: 7,20 Meter
  - Langhaus am Scheitelpunkt der Gewölbes: 9,90 Meter
  - Chor am Scheitelpunkt der Flachkuppel: 11,95 Meter

### Außenbau
Der stattliche, nach Osten ausgerichtete Saalbau ist vollständig verputzt und in Altrosa getüncht. Er ist außen sehr schlicht gehalten, was eigentlich untypisch für die Stilepoche des Rokoko ist. Nur die geschwungenen „Bassgeigenfenster“ (charakteristisch für die Kirchenbauten Johann Georg Hirschstötters), die darüber befindlichen Ochsenaugen und die von Pilastern flankierten Portale auf der Nordseite und zur Sakristei lassen auf die reichhaltige farbenprächtige Innenausstattung schließen. Das an allen vier Ecken abgerundete Langhaus der Kirche umfasst drei Joche, der eingezogene Chor ein Joch und eine korbbogige Apsis. Langhaus und Chor sind unter einem gemeinsamen, auf der Westseite abgewalmten Dach vereinigt. Die Sakristei ist nördlich des heutigen Chorraums im Unterbau des Turmes untergebracht; sie entspricht dem Presbyterium der frühgotische Vorgängerkirche und wurde im 13. Jahrhundert erbaut. Das ursprünglich spitzbogige Fenster auf der Ostseite wurde im 18. Jahrhundert barock ausgerundet. Auch die Sakristei der Vorgängerkirche, später als Leichenhaus genutzt, ist erhalten. Sie ist wiederum nördlich an die heutige Sakristei angebaut und im spätgotischen Stil des 15. Jahrhunderts ausgeführt. Auf der Nordseite befindet sich ein kleines Stichbogenfenster.
Dessen frühgotischer, beinahe quadratischer Unterbau ist weitgehend ungegliedert. Darüber befindet sich der barocke Oberbau mit abgeschrägten Kanten, der den Glockenstuhl enthält. Hier befinden sich vier rundbogige Schallöffnungen, darüber je ein Ziffernblatt der Turmuhr. Über vier Dreiecksgiebeln geht der Turm in einen Spitzhelm über, der um 1880 aufgesetzt wurde. An der Westseite der Sakristei befindet sich ein Portal, das von Pilastern flankiert und von einem geschweiften Giebel auf Volutenkonsolen bekrönt wird. Auf der Nord- und Südseite des westlichen Langhausjochs befinden sich die beiden Portal zum Kirchenraum. Das Nordportal ist wie das zur Sakristei durch Pilaster und einen Schweifgiebel auf Volutenkonsolen ausgezeichnet. Das Südportal ist einfacher gehalten und schließt nach oben hin korbbogig ab.

### Innenraum
Das helle, lichtdurchflutete Kirchenschiff wird von einem flachen Tonnengewölbe mit Stichkappen überspannt. Die große Spannweite konnte zur Erbauungszeit nur durch die Ausführung als Schalgewölbe technisch umgesetzt werden; bei dem Gewölbe handelt es sich also um eine verputzte Holzschalung. Gleiches gilt für die etwas höhere Flachkuppel über Hängezwickeln im Chorraum und die Halbkuppel mit Stichkappe im Chorschluss. Die Wände in Langhaus und Chor sind durch rund 60 Zentimeter breite Pilaster mit korinthisierenden Kapitellen gegliedert. Darauf ruht ein umlaufendes, durch lebhafte Profilierung weit ausladendes Kranzgesims. Den großen „Bassgeigenfenstern“ unterhalb des Kranzgesimsen entsprechen kleinere Rundfenster (Ochsenaugen) oberhalb der Gesimsebene.
In der heutigen Sakristei, die dem Presbyterium der Vorgängerkirche entspricht, befindet sich ein spitzbogiges Kreuzgewölbe ohne Rippen. Die frühere Sakristei, die nördlich an die heutige Sakristei angebaut ist, wird innen von einem spätgotischen Netzrippengewölbe mit Schlussstein überspannt. Die gekehlten, an der Stegen abgeschrägten Rippen ruhen auf profilierten Eckkonsolen. Das Obergeschoss der Sakristei öffnet sich als Oratorium zum Chorraum hin. Im westlichen Langhausjoch, in dem sich auch die Portale befinden, ist eine Doppelempore eingezogen. Die untere Empore ruht auf zwei, die obere, kleinere Empore auf drei Rundsäulen. Die jeweils geschweifte Brüstung ist mit Rahmenstuck verziert. Der Zugang zur Empore erfolgt über eine Wendeltreppe, deren kreisrundes Treppenhaus auf der Westseite an das Langhaus angebaut ist.

## Ausstattung
Die beachtenswerte Ausstattung der Pfarrkirche Mariä Himmelfahrt besticht durch ihre Einheitlichkeit im Stile des frühen Rokoko. Die frühgotischen Fresken in der Sakristei, das Gnadenbild und der Taufstein aus spätgotischer Zeit, das Deckengemälde im Stile des Neorokoko sowie zahlreiche Grabdenkmäler komplettieren die Einrichtung.

### Stuck und Deckengemälde

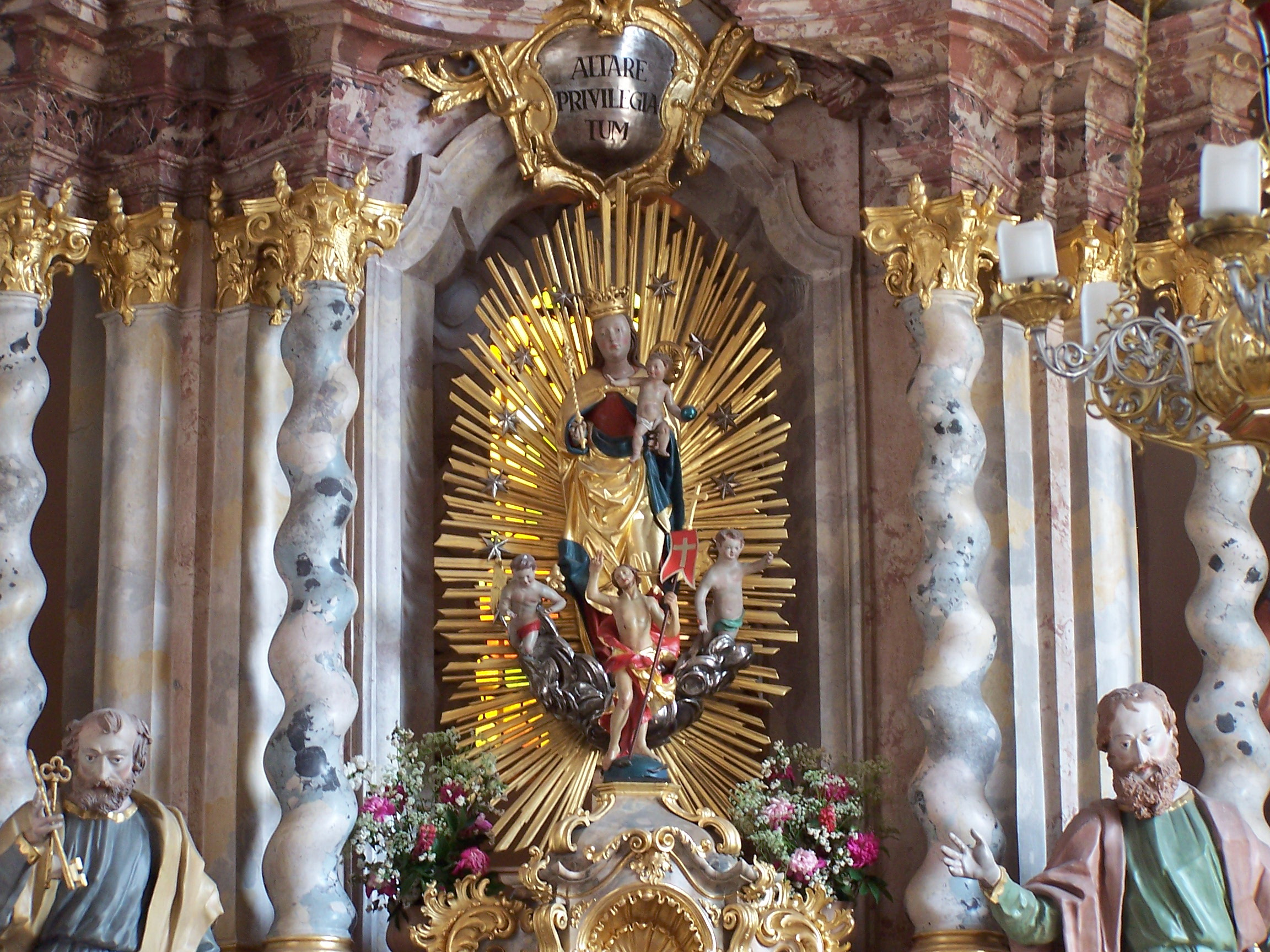
Madonnenfigur am Hochaltar

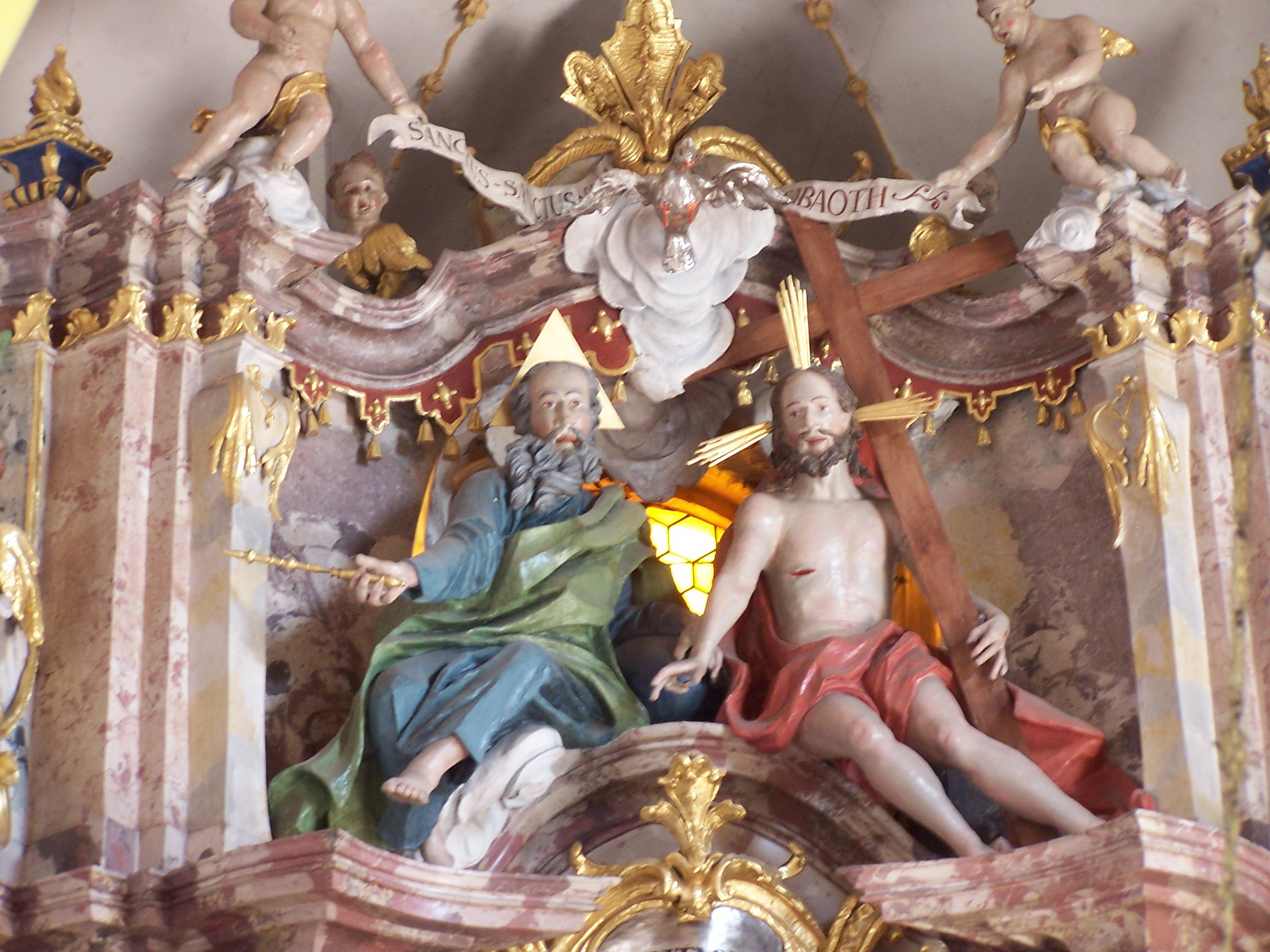
Darstellung der heiligen Dreifaltigkeit am Auszug des Hochaltares

Zunächst sind die zahlreichen, teils mit Farbfassung versehenen Stuckdekorationen zu nennen, zum Beispiel das Rank-, Gitter- und Muschelwerk an der Chorkuppel, den Fensterumrahmungen und den Apostelleuchtern. An der Oratorienbrüstung ist der Stuck in Form von verschlungenen Bändern ausgeführt, an den Brüstungen der Westempore als Rahmen- und Bandwerk. In den vier Zwickeln des Chorgewölbes finden sich Stuckreliefs der vier Kirchenväter Ambrosius, Augustinus, Gregor des Großen und Hieronymus. An den Pilastern im Langhaus befinden sich drei lebensgroße Stuckfiguren, die die Mater Dolorosa, den heiligen Antonius von Padua mit Buch und Jesuskind sowie einen heiligen Mönch darstellen.
Das großformatige, qualitätvolle Deckenfresko im Kirchenschiff ist zwar jüngeren Datums, fügt sich aber gut in die Rokokoausstattung ein. Es trägt die Signatur „G. Halter 1907“, also dürfte das ursprüngliche Gemälde bei der Kirchenrenovierung von 1906 bis 1909 übermalt worden sein. Das Gemälde wurde 1958, 1984 und 2023 restauriert. Dargestellt sind die Heilige Dreifaltigkeit und Maria, umgeben von Trinitariermönchen. Auf der rechten Seite des Gemäldes ist ein halb gemalter, halb stuckierter Engel dargestellt, der in bester Rokoko-Manier die Grenzen zwischen Malerei und Plastik verwischt.

### Hochaltar
Der stattliche Hochaltar aus rotem und hellblauem Stuckmarmor bildet mit seinem dreistufigen Aufbau den zentralen Blickpunkt des gesamten Innenraums. Seitenaltäre und Kanzel sind ihm stilistisch, insbesondere in der Farbgebung, angeglichen, sodass sich ein harmonisches Gesamtbild ergibt.
Links und rechts der Mensa befinden sich lebensgroße Stuckfiguren der Apostel Petrus (links) und Paulus (rechts). Zwischen den beiden Plastiken erhebt sich der vergoldete und reich verzierte Rokoko-Tabernakel mit Aussetzungsnische, der von einer kleinen Figur des Auferstandenen bekrönt wird.
Die mittlere Stufe des Altares umfasst einen Aufbau, der von vier Pilastern und vier gewundenen Säulen, sogenannten Zopfsäulen, getragen wird. Dazwischen befindet sich – anstelle des Altarblatts – eine spätgotische Holzfigur der Mutter Gottes mit Jesuskind, welche das Zentrum des Altares bildet. Das beinahe lebensgroße Gnadenbild aus der Zeit um 1480/90 stellt Maria, die auf einer Wolke thront, als Himmelskönigin mit Krone dar. Die Figur ist von einem Strahlenkranz hinterfangen, der wohl aus dem 19. Jahrhundert stammt. Seitlich befinden sich zwei Durchgänge, auf denen lebensgroße Stuckfiguren heiliger Ritter angeordnet sind: links St. Florian, rechts St. Sebastian. Die Durchgänge trennen ein weiteres, von Stuckmarmorvasen bekröntes Säulenpaar vom restlichen Altaraufbau.
Die dritte Ebene bildet ein stattlicher Aufsatz, der von Pilastern und Voluten flankiert wird. Zentral ist eine farbig gefasste Holzgruppe der Heiligen Dreifaltigkeit unter einem quastenverzierten Baldachin angeordnet. Durch das dahinter liegende Rundfenster wird die Figurengruppe von der Morgensonne eindrucksvoll beleuchtet. Der Aufsatz ist mit zahlreichen Engelsfiguren, darunter zwei auf den seitlichen Voluten sitzend, Vasen und Blumengirlanden aus Stuckmarmor verziert.

### Seitenaltäre
Die zu beiden Seiten des Chorbogens schräg gestellten Seitenaltäre sind aus Stuckmarmor gearbeitet und weisen je vier Säulen und zwei Seitenfiguren auf. Die als Pendants angelegten Altäre werden nach oben hin von einem geschweiften, mit drei Engeln besetzten Aufsatz abgeschlossen. Die Altarblätter wurden – wie das Deckenfresko im Langhaus – im Zuge der Renovierung von 1906 bis 1909 geschaffen.
Am nördlichen (linken) Seitenaltar ist auf dem Altarblatt das Martyrium des heiligen Sebastian dargestellt, im Auszug die heilige Maria mit ihren Eltern Joachim und Anna. Als Seitenfiguren fungieren die Heiligen Gertrud von Helfta (links) und Barbara (rechts). Das Altarblatt des südlichen (rechten) Seitenaltares zeigt die Heilige Familie, das Auszugsbild den heiligen Johannes Nepomuk. Als Seitenfiguren sind die „Bauernheiligen“ Leonhard (links) und Wendelin (rechts) zu sehen.

### Kanzel
Auch die Rokoko-Kanzel, die an der Wand unmittelbar neben dem nördlichen Seitenaltar angebracht ist, wurde aus Stuckmarmor gefertigt. Korpus und Schalldeckel besitzen eine geschweifte Form. Der Korpus scheint sich auf einer mit Engelskopf verzierten Volutenkonsole abzustützen. Der Schalldeckel ist mit Voluten und einem Engelskopf verziert.

### Taufstein
Bemerkenswert ist außerdem der spätgotische Taufstein aus Kelheimer Marmor, der vor dem linken Seitenaltar steht und in die erste Hälfte des 15. Jahrhunderts datiert wird. Das mit Maßwerkblenden verzierte Becken mit einem Durchmesser von 84 Zentimetern sitzt auf einem oktogonalen Fuß. Der Stein wurde um 1993 von dem ortsansässigen Steinmetzmeister Lauri Seidl restauriert und mit einem vergoldeten Deckel versehen.

### Volksaltar
Seidl fertigte um 1993 nach den Plänen des damaligen Pfarrers  Reimer den neuen Volksaltar. Dieser wurde in Form und Farbe dem Stuckmarmor des Hochaltares angeglichen. Zum Langhaus hin zeigt eine Kartusche mit dem Apostelkreuz.

### Übrige Ausstattung
Der qualitätvolle, auf Leinwand gemalte Kreuzweg mit schönen Rokoko-Schnitzrahmen stammt aus der Erbauungszeit der Kirche, genauso ein großes Holzkruzifix. Die Stuhlwangen und die beiden Beichtstühle, von denen einer umgebaut und dadurch verändert wurde, wurden ebenfalls um diese Zeit geschaffen und mit geschnitztem Laub- und Bandwerk verziert. Zwei barocke Reliquienschreine mit Ecksäulchen und Laubwerkschnitzereien aus der Zeit um 1720 sowie eine im Rokokostil mit Muschelwerk und Marien-, Jesus- und Josefsmonogrammen verzierte Kommunionbank aus Eichenholz befinden sich nicht mehr in der Kirche, sondern sind an einem anderen Ort eingelagert.

### Grabdenkmäler
An den Innen- und Außenwänden der Kirche befinden sich zahlreiche Grabdenkmäler aus dem 17. bis 19. Jahrhundert.
An der südlichen Innenwand des Langhauses ist ein Epitaph aus Solnhofener Plattenkalk für den Pfarrer Georg Ferdinand Killy († 1784) angebracht, der maßgeblich an der Gründung der Oberhatzkofener Volksschule beteiligt war. Diese wurde allerdings erst 1787, drei Jahre nach seinem Tod, eröffnet. Das Epitaph ist quadratisch mit einer Kantenlänge von etwa 65 Zentimetern. Über der Inschrift befinden sich Kelch und Todesinsignien. An nördlichen Außenwand befindet sich das Grabdenkmal für Anton Schlemmer († 1838), den ersten Lehrer von Oberhatzkofen. Die Inschrift lautet: Hier ruht / der wohledle Herr / Anton Schlemmer / gewesener Schullehrer von / Oberhatzkofen / geboren 8. Juli 1763, Lehrer 19. Mai 1787 / gestorben in Niederhatzkofen am 14 Mai 1838 / Er wanderte durch dieses Tal / Im Blick auf Gott und seine Pflicht / Er wirkte nützlich überall / Und brachte, wo er konnte, Licht! / Darum wird auch vor Gottes Thron / Ihm fehlen nicht versprochner Lohn.
Ebenfalls an der nördlichen Außenwand befinden sich die Grabplatte für die Oberhatzkofen tätigen Pfarrer Petrus Steinhart († 1682) und Andreas Brandsteidl († 1733) sowie für Jakob Gradl († 1832), den Schlosskaplan von Niederhatzkofen. Die etwas frivole Inschrift des letztgenannten Epitaphs lautet: Des / 1804   1832 / Schlos Kaplans zu Niederhatzkofen / Grabstein / 7. Februar 1832 / hier liegt / in folio im hölzernen Bande / die beste Edition / des / Menschen / Jakob Gradl / in / einer Sprache / die / nun niemand mehr kennt. / Leider / von / Würmern und Fäulnis / angegriffen / so / das eine zweyte auflage / sich nicht mehr hoffen läßt. / Ihn selbst – den Mann / begleite wie hier auch jenseits / Harmonie / und / führ ihn zu Ruhe und Licht / Amen.
Auf der Westseite des Turmanbaus befindet sich die Grabplatte für Theodor Heinrich Freiherr von Kreittmayr († 1818) und seinen Bruder Xaver († 1820), die bereits im Alter von 19 bzw. 22 Jahren verstarben. Sie waren Enkel des kurfürstlich-bayerischen Rechtsreformers Wiguläus von Kreittmayr (1705–1790) und Herren des Schlosses Niederhatzkofen. Die Inschrift des Grabsteins lautet: Hier ruhet / Theodor Heinrich Frey - Herr von / Kreitmayer / Auf und von Niederhatzkofen / Er starb den 23. August 1818 seines Alters / 19 Jahre 10 Monate / Im Herzen als wahrer Christ. / Reich an Gaben des Geistes, von edlem Herzen, / war er den Eltern ein köstliche Kleinod: / thätig und liebevoll war er von Freunden geliebt, / von Allen geehrt und viele weinten ihm / eine herzliche Thräne am Grabe. Ruhe im Herrn, / du deinen Eltern, Bruder und Freunden / Unvergeßlicher. / Den 11. März 1820 starb auch der noch / einzige Bruder Xaver des hier Ruhenden / in einem Alter von 22 Jahren 6 Monaten / 24 Tagen zu Wien.
Erwähnenswert sind außerdem der klassizistische Rotmarmor-Grabstein für den Kooperator Martin Kammermayer († 1790) mit erhabener, rechteckiger Inschriftplatte, Fußgesims und eingezogenem oberen Rundbogenschluss an der südlichen Innenwand des Langhauses sowie das Kalkstein-Epitaph für Maria Barbara Stainlein († 1741), Verwalterin zu Niederhatzkofen, und ihre Tochter Maria Elisabeth an der südlichen Außenwand.

### Gotische Fresken
In der Sakristei, dem Chorturm des Vorgängerbaus, wurden bei der Innenrenovierung von 1985 bemerkenswerte frühgotische Fresken aus dem ausgehenden 13. Jahrhundert entdeckt und freigelegt. Das Kreuzgewölbe sowie die Nord-, Ost- und Südwand der Sakristei (die Westwand war früher offen zum damaligen Kirchenschiff) sind ab einer Höhe von etwa drei Metern mit den frühgotischen Decken- und Wandmalereien bedeckt. Die Malereien an der Ostwand sind teilweise zerstört, wohl durch die rundbogige Umgestaltung des dortigen Fensters in der Barockzeit. Auch unterhalb dieses Bereichs wurden frühgotische Fresken und Übermalungen aus der Renaissance- und Barockzeit festgestellt. Allerdings sind die Fresken hier durch verschiedene technische Installationen teilweise verloren gegangen und wurden 1985 lediglich in ihrem damaligen Zustand konserviert.
Die freigelegten und restaurierten Fresken bilden einen Marienzyklus. Sie sind in wenigen erdnahen Farben gehalten, wobei ein Ockerton und ein dunkles Weinrot dominieren. Aufgrund der flächig gehaltenen Malweise werden die Fresken der Zeit um 1270 oder etwas später zugeordnet, was in etwa mit der Datierung des Turmes übereinstimmt. Anhand der dargestellten Szenen zeigt sich, dass die alte Kirche von Oberhatzkofen in ihrer Entstehungszeit im 13. Jahrhundert, als die Marienverehrung aufkam, bereits als großes Marienheiligtum galt.
An der Decke ist ein ockerfarbener Sternenhimmel mit weinroten Sternen zu sehen, der von vier dreifach umrahmten, kreisrunden Vignetten mit Darstellungen der vier Evangelisten und ihrer Symbole unterbrochen wird. Dieser Himmel versinnbildlicht die Verkündigung ewiger göttlicher Wahrheiten, die in den Darstellungen biblischer Begebenheiten an den Wänden konkretisiert werden. Dabei ist die Nordwand dem Alten Testament zugeordnet, die Südwand dem Neuen Testament. An der Ostwand, gleichsam in der Mitte zwischen beiden, ist links wohl der Verkündigungsengel zu sehen, der (der deutlich kleiner dargestellten) Maria die Geburt Christi ankündigt. Vielleicht hat diese Episode ursprünglich weiter rechts seine Fortsetzung in der Geburt Christi gefunden; allerdings wurde dieser Teil der Gemäldes im Zuge des Barockumbaus zerstört.
In chronologischer Reihenfolge beginnt der Bilderzyklus an der Nordwand, die in zwei Streifen unterteilt ist. Diese sind durch ein horizontales, dunkelrotes Farbband getrennt. Innerhalb der beiden Streifen bilden Architekturelemente, überwiegend eine weiße Säule, einzelne Bildfelder. Der obere Bildstreifen stellt in zwei Ansichten den Ausgangspunkt der Heilsgeschichte dar: den Sündenfall von Adam und Eva sowie die Vertreibung aus dem Paradies. Die am oberen Ende der Wand schwebende Taube ist das Zeichen des Alten Bundes: sie symbolisiert das Versprechen Gottes, die Geschichte des Menschen zu einer Heilsgeschichte zu machen. Der untere Bildstreifen erzählt in drei Bildern: die Geschichte der Eltern Mariens, Joachim und Anna, entnommen aus den Apokryphen (von links nach rechts): die Begegnung Joachims mit dem Engel in der Wüste, die Begegnung der beiden Eheleute an der „Goldenen Pforte“ (diese entspricht nichts anderem als einer zurückhaltenden Darstellung der Unbefleckten Empfängnis Mariens) und die Geburt Mariens.
An der Südwand ist oben Gott Vater dargestellt, der den Heiligen Geist als Zeichen des Neuen Bundes aussendet. Darunter sind zwei Szenen angeordnet. Links ist die Himmelfahrt Christi dargestellt: Christus entschwebt in einer Gloriole, die von vier Engeln getragen wird, gen Himmel. Rechts wird das Pfingstwunder gezeigt. Von der Heilig-Geist-Taube aus gehen Lichtstrahlen zu jedem einzelnen Apostel. Den Platz, den zuvor Christus innehatte, hat nun Maria stellvertretend für die Kirche eingenommen.

### Orgel

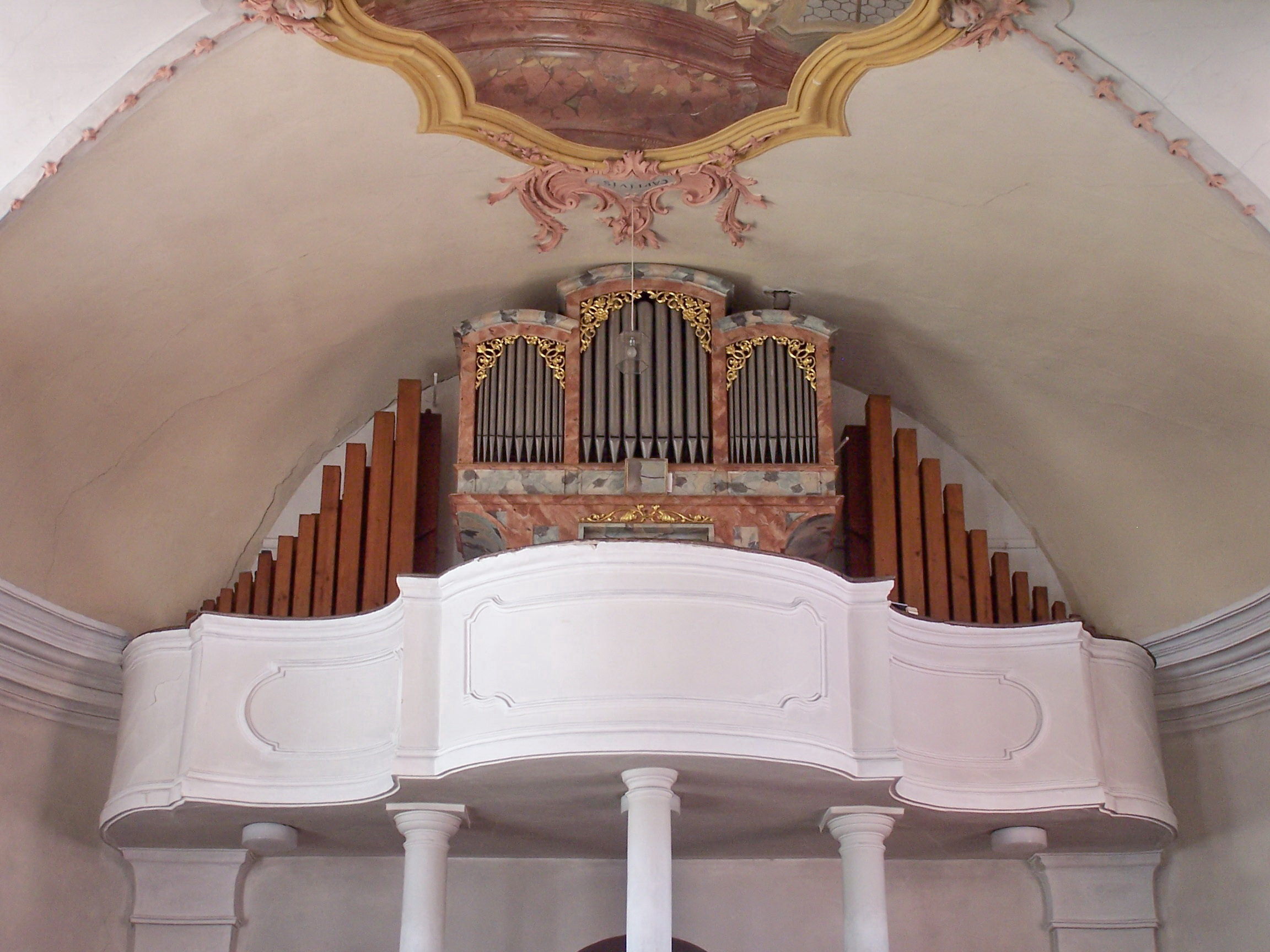
Orgel

Die Orgel, ein Schleifladeninstrument mit mechanischen Spiel- und Registertrakturen, fertigte laut einem Schildchen über dem Manual Josef Grübl aus Waltendorf (Gemeinde Obersüßbach oder Gemeinde Niederwinkling?) an. Dieser ist als Orgelbauer völlig unbekannt und ansonsten nirgendwo in Erscheinung getreten. Die Orgel umfasst insgesamt zehn Register auf einem Manual und einem fest angekoppelten Pedal. Die Erbauungszeit des denkmalgeschützten Instruments in einem nachklassizistischen Prospekt dürfte um 1885 liegen. Es wurde 1980 von Hermann Kloss aus Kelheim restauriert und weist folgende Disposition auf:
| I Manual C–f3 |            |       |
| 1.            | Principal  | 8′    |
| 2.            | Salicional | 8′    |
| 3.            | Gamba      | 8′    |
| 4.            | Bourdon    | 8′    |
| 5.            | Octav      | 4′    |
| 6.            | Flöte      | 4′    |
| 7.            | Quinte     | 2 ⁄3′ |
| 8.            | Mixtur III | 1 ⁄3′ |

| Pedal C–a |          |     |
| 9.        | Subbaß   | 16′ |
| 10.       | Octavbaß | 8′  |